# Zbigniew Nosowski
Zbigniew Nosowski (ur. 6 listopada 1961) – polski dziennikarz, publicysta, działacz katolicki, redaktor naczelny „Więzi”.

## Życiorys
Studiował socjologię na Uniwersytecie Warszawskim i teologię na Akademii Teologii Katolickiej w Warszawie oraz w Instytucie Ekumenicznym w Bossey pod Genewą.
Na przełomie lat 70. i 80. z żoną Katarzyną współtworzył pierwszą wspólnotę Ruchu Światło-Życie w Otwocku, przy ówczesnej kaplicy księży pallotynów. W 1984 z ich inicjatywy przy parafii św. Wincentego á Paulo w Otwocku powstała wspólnota „Ziarenko” dla osób z niepełnosprawnością intelektualną, ich rodzin i przyjaciół (w ramach międzynarodowego ruchu „Wiara i Światło”).
W 1988 Zbigniew Nosowski dołączył do redakcji miesięcznika „Więź”, od 1993 pracował jako zastępca redaktora naczelnego. W 2001 został jego redaktorem naczelnym, a w 2008 dyrektorem programowym związanego z tym periodykiem think tanku Laboratorium „Więzi”.
Dwukrotnie był świeckim audytorem Synodu Biskupów w Watykanie (2001 i 2005). W latach 2002–2008 był konsultorem Papieskiej Rady do spraw Świeckich. W 2002 współtworzył Społeczny Komitet Pamięci Żydów Otwockich i Karczewskich, którego został przewodniczącym. Chrześcijański współprzewodniczący Polskiej Rady Chrześcijan i Żydów w latach 2007–2009 i ponownie od 2017. Współtwórca Inicjatywy „Zranieni w Kościele”, wspierającej ofiary przemocy seksualnej, a także jej pierwszy rzecznik prasowy.
W latach 2010–2014 był przewodniczącym kapituły Nagrody Dziennikarskiej „Ślad” im. bp. Jana Chrapka. Od 2010 członek Rady Fundacji Auschwitz-Birkenau. W latach 1991–2009 członek zarządu warszawskiego Klubu Inteligencji Katolickiej. Należy do współorganizatorów międzynarodowych i ekumenicznych zjazdów gnieźnieńskich. Jest też autorem i współautorem programów telewizyjnych, m.in. cykli Boskie i cesarskie oraz Dzieci Soboru zadają pytania.
Zbigniew Nosowski jest żonaty, ma dwie córki.

## Odznaczenia i wyróżnienia
W 2005 odznaczony Krzyżem Kawalerskim Orderu Odrodzenia Polski, a w 2012 Krzyżem Oficerskim tegoż orderu. W 2019 otrzymał doktorat honoris causa Uniwersytetu Szczecińskiego. Jest laureatem Nagrody Specjalnej POLIN 2021 oraz Nagrody im. księdza Józefa Tischnera.

## Wybrane publikacje
Jako autor
- Parami do nieba: małżeńska droga świętości, Biblioteka „Więzi”, Warszawa 2004 (wydanie poprawione i rozszerzone w 2010), ISBN 83-88032-80-1
- Szare a piękne. Rekolekcje o codzienności, Biblioteka „Więzi”, Warszawa 2007, ISBN 978-83-60356-28-9
- Polski rachunek sumienia z Jana Pawła II, Centrum Myśli Jana Pawła II, Warszawa 2010, ISBN 978-83-608-5309-2
- Krytyczna wierność. Jakiego katolicyzmu Polacy potrzebują, Biblioteka „Więzi”, Warszawa 2014, ISBN 978-83-62610-54-9

Jako współautor i redaktor
- Dzieci Soboru zadają pytania (redakcja pracy zbiorowej, wstęp Tadeusz Pieronek), Biblioteka „Więzi”, Warszawa 1996, ISBN 83-85124-02-0
- Zapatrzenie. Rozmowy ze Stefanem Swieżawskim (współautor z Anną Karoń-Ostrowską i Józefem Majewskim), Biblioteka „Więzi”, Warszawa 2006, ISBN 83-60356-06-8
- Razem czy osobno? Polemika wokół książki Zbigniewa Nosowskiego „Parami do nieba” (współautor z Małgorzatą Wałejko), W drodze, Poznań 2010, ISBN 978-83-7033-755-1

Jako autor przedmowy
- Józef Augustyn, Głęboko wstrząśnięci: samooczyszczenie Kościoła, Wydawnictwo „M”, Kraków 2002, ISBN 83-7221-472-7)
- Ludmiła Grygiel, Świętość dwojga: pierwsza błogosławiona para małżeńska, Biblioteka „Więzi”, Warszawa 2002, ISBN 83-88032-49-6)